# Governo Bolojan
Il Governo Bolojan è il ventinovesimo esecutivo della Romania dalla rivoluzione rumena del 1989 ed il secondo della X legislatura, in carica dal 23 giugno 2025.

## Storia

### Formazione
In seguito al collasso del governo precedente, causato dal risultato sotto le aspettative di Crin Antonescu (il candidato sostenuto dall’esecutivo) alle elezioni presidenziali dello stesso anno, si è reso necessario avviare nuovamente il processo di formazione di una nuova maggioranza operativa atta a traghettare il paese.
Tenendo dunque conto degli impegni euro-atlantici incombenti e soprattutto dell’urgente necessità di riforme economiche ed austerità per ridurre il massiccio deficit e debito pubblico, su spinta favorevole del neo-eletto Presidente Nicușor Dan, i principali partiti politici precedentemente al governo (PSD, PNL e RMDSZ/UDMR) e l’USR accolsero l’invito di un celere esecutivo europeista che potesse efficacemente gestire tali questioni, nonostante le precedenti pressioni di AUR di formare un governo di unità nazionale che, ritenute controproducenti, furono presto liquidate dalla nuova amministrazione presidenziale, non senza polemiche da parte della fazione.
Intavolato quindi un quadro negoziale preliminare in data 30 maggio, nonostante un rapido avanzamento iniziale, che aveva permesso di concludere una preliminare suddivisione delle posizioni istituzionali in data 7 giugno, questo fu tuttavia alla fine caratterizzato, anche a causa dell’esteso programma di riforme da attuare e dell’inevitabile impopolarità delle misure, da tempi negoziali più lunghi della media e da alcuni dissidi interni (quasi sfociati in stallo) tra partiti politici, specialmente sull’aumento dell’imposta sul valore aggiunto (IVA) dal 19% al 21% — misura che, per giunta, ha anche successivamente irritato la Presidenza della Repubblica, contraria per evitare di rompere una promessa della campagna elettorale. Tali elementi hanno dunque presto fatto presagire il rischio di un nuovo stallo dei negoziati, con il capo dello Stato che, in data 18 giugno e nonostante un consenso sull’indirizzo politico generale tra i partiti, ha anche ipotizzato la nomina di un governo tecnico guidato dalla Governatrice della Banca Nazionale della Moldavia Anca Dragu, ma l’opzione è stata infine ritirata grazie al rifiuto preventivo di quest’ultima, all’opposizione delle forze politiche ed alla forte persuasione fatta dallo stesso Ilie Bolojan (che già da tempo si riteneva essere preferito dalla Presidenza come futuro Primo ministro).
In definitiva, considerato il contesto nuovamente favorevole, il 20 giugno (data di scadenza costituzionale del mandato del Primo ministro ad interim Cătălin Predoiu) il Presidente della Repubblica ha infine ufficialmente incaricato, dopo un giro di consultazioni, Ilie Bolojan di formare un governo, e così questi ha adempiuto definitivamente l’incarico con successo in data 23 giugno nella forma di un accordo di rotazione: lo scambio, previsto nel 2027, porterà a capo del governo un esponente del PSD. Ciò ha permesso il giorno stesso al Parlamento di conferire ufficialmente la fiducia parlamentare al governo, garantendo conseguentemente ad esso di entrare in carica poco dopo, in seguito al giuramento dinnanzi al Presidente, Nicușor Dan.

## Compagine di governo

### Appartenenza politica
L'appartenenza politica dei membri del Governo alla sua formazione era la seguente:
| Partito | Partito                                            | Primo ministro | Ministri | Totale |
| ------- | -------------------------------------------------- | -------------- | -------- | ------ |
|         | Partito Nazionale Liberale (PNL)                   | 1              | 4        | 5      |
|         | Partito Social Democratico (PSD)                   | -              | 7        | 7      |
|         | Unione Salvate la Romania (USR)                    | -              | 4        | 4      |
|         | Unione Democratica Magiara di Romania (RMDSZ/UDMR) | -              | 3        | 3      |
|         | Indipendente (IND)                                 | -              | 1        | 1      |
| Totale  | Totale                                             | 1              | 19       | 20     |

### Situazione parlamentare
Il governo Bolojan è sostenuto da una coalizione formata dal Partito Social Democratico (centro-sinistra), dal Partito Nazionale Liberale (centro-destra), dall’Unione Salvate la Romania (centrista-liberale) e dall’Unione Democratica Magiara di Romania (centro-destra, tutelante la minoranza ungherese). Al momento dell'investitura la maggioranza disponeva di 205 deputati su 331 (pari al 61,93% dei seggi alla Camera dei deputati della Romania), più 19 in appoggio esterno (pari al 5,74% dei seggi) e di 89 senatori su 136 (pari al 65,44%) dei seggi al Senato della Romania).
Al momento del voto di fiducia del 23 giugno 2025, il sostegno parlamentare al governo si poteva riassumere come segue:
| Camera              | Collocazione     | Partiti                                            | Seggi     |
| ------------------- | ---------------- | -------------------------------------------------- | --------- |
| Camera dei deputati | Maggioranza      | PSD (93), PNL (50), USR (40), RMDSZ/UDMR (22)      | 205 / 331 |
| Camera dei deputati | Appoggio esterno | Minoranze etniche (19)                             | 19 / 331  |
| Camera dei deputati | Opposizione      | AUR (62), SOS RO (20), POT (14), Indipendenti (12) | 108 / 331 |
| Senato              | Maggioranza      | PSD (38), PNL (22), USR (19), RMDSZ/UDMR (10)      | 89 / 134  |
| Senato              | Opposizione      | AUR (28), SOS RO (9), POT (5), Indipendenti (3)    | 45 / 134  |

## Composizione
Il Governo è formato da 20 ministri (compreso il Primo ministro).
     Partito Nazionale Liberale (PNL)
     Partito Social Democratico (PSD)
     Unione Salvate la Romania (USR)
     Unione Democratica Magiara di Romania (RMDSZ/UDMR)
     Rinnoviamo il Progetto Europeo della Romania (REPER)
     Indipendente (IND)
| Ufficio del Primo ministro                                             | Ufficio del Primo ministro | Ufficio del Primo ministro | Ufficio del Primo ministro | Ufficio del Primo ministro |
| Carica                                                                 | Titolare                   | Titolare                   | Titolare                   | Partito                    |
| ---------------------------------------------------------------------- | -------------------------- | -------------------------- | -------------------------- | -------------------------- |
| Primo ministro                                                         |                            |                            | Ilie Bolojan               | PNL                        |
| Primo Vice Primo ministro                                              |                            |                            | Marian Neacșu              | PSD                        |
| Secondo Vice Primo ministro                                            |                            |                            | Cătălin Predoiu            | PNL                        |
| Terzo Vice Primo ministro                                              |                            |                            | Ionuț Moșteanu             | USR                        |
| Quarto Vice Primo ministro                                             |                            |                            | Barna Tánczos              | RMDSZ/UDMR                 |
| Quinto Vice Primo ministro (Ministro senza portafoglio per le riforme) |                            |                            | Dragoș Anastasiu           | Indipendente               |
| Ministeri                                                              |                            |                            |                            |                            |
| Ministri                                                               | Ministri                   | Ministri                   | Ministri                   | Partito                    |
| Affari interni                                                         |                            |                            | Cătălin Predoiu            | PNL                        |
| Difesa nazionale                                                       |                            |                            | Ionuț Moșteanu             | USR                        |
| Affari esteri                                                          |                            |                            | Oana-Silvia Țoiu           | USR                        |
| Giustizia                                                              |                            |                            | Radu Marinescu             | PSD                        |
| Finanze                                                                |                            |                            | Alexandru Nazare           | PNL                        |
| Lavoro, Famiglia, Gioventù e Solidarietà sociale                       |                            |                            | Petre-Florin Manole        | PSD                        |
| Trasporti ed Infrastrutture                                            |                            |                            | Ciprian-Constantin Șerban  | PSD                        |
| Agricoltura e Sviluppo rurale                                          |                            |                            | Florin Barbu               | PSD                        |
| Sviluppo regionale, Lavori pubblici ed Amministrazione                 |                            |                            | Attila Cseke               | RMDSZ/UDMR                 |
| Investimenti e Progetti europei                                        |                            |                            | Dragoș Pîslaru             | REPER                      |
| Istruzione e Ricerca                                                   |                            |                            | Daniel David               | Indipendente               |
| Energia                                                                |                            |                            | Ivan Bogdan                | PSD                        |
| Economia, Digitalizzazione, Imprenditoria e Turismo                    |                            |                            | Radu Miruță                | USR                        |
| Ambiente, Acque e Foreste                                              |                            |                            | Diana Buzoianu             | USR                        |
| Salute                                                                 |                            |                            | Alexandru Rogobete         | PSD                        |
| Cultura                                                                |                            |                            | Demeter András István      | RMDSZ/UDMR                 |